# Myrsidea picae
Myrsidea picae är en insektsart som först beskrevs av Carl von Linné 1758.  Myrsidea picae ingår i släktet sadellöss, och familjen spolätare. Arten är reproducerande i Sverige.